# Edgar Melville Ward
Edgar Melville Ward, född 1839 i Urbana, Ohio, död 1915, var en amerikansk målare. Han var yngre bror till John Quincy Adams Ward. 
Ward utbildade sig till målare i Paris under Cabanel och levde mest i Europa. Han berömdes för sin natursanna kolorit och utförde helst bilder ur de lägre klassernas liv (Bretonska tvätterskor, Träskomakare, Venetianska vattenbärare med mera). 